# Tiếng Yurats
Tiếng Yurats hay ngôn ngữ Yurats là một ngôn ngữ trong hệ ngôn ngữ Samoyedic trước đây nói ở vùng lãnh nguyên Siberi phía tây của con sông Yenisei. Ngôn ngữ này đã tuyệt chủng ở đầu thế kỷ 19. Tiếng Yurats được chuyển đổi nhiều khi tiếp xúc với các ngôn ngữ Nenets và Enets trong hệ ngôn ngữ Samoyedic.